# 領内川

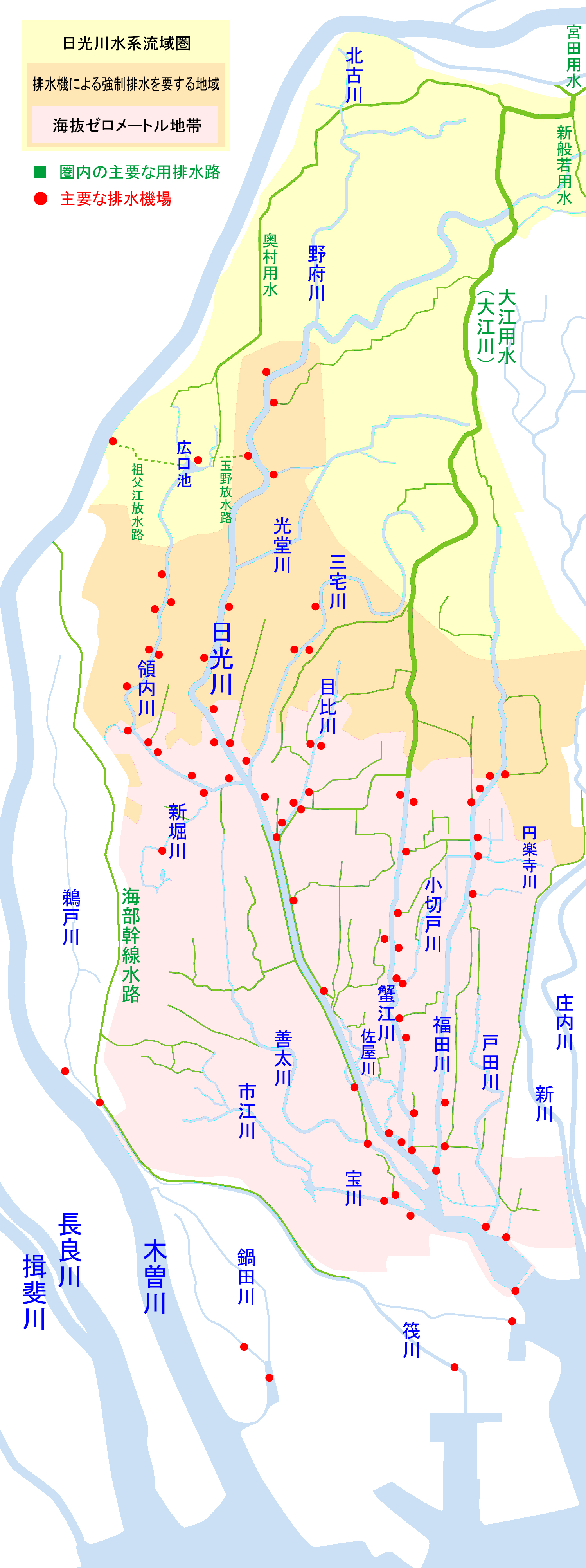
日光川水系の概略図

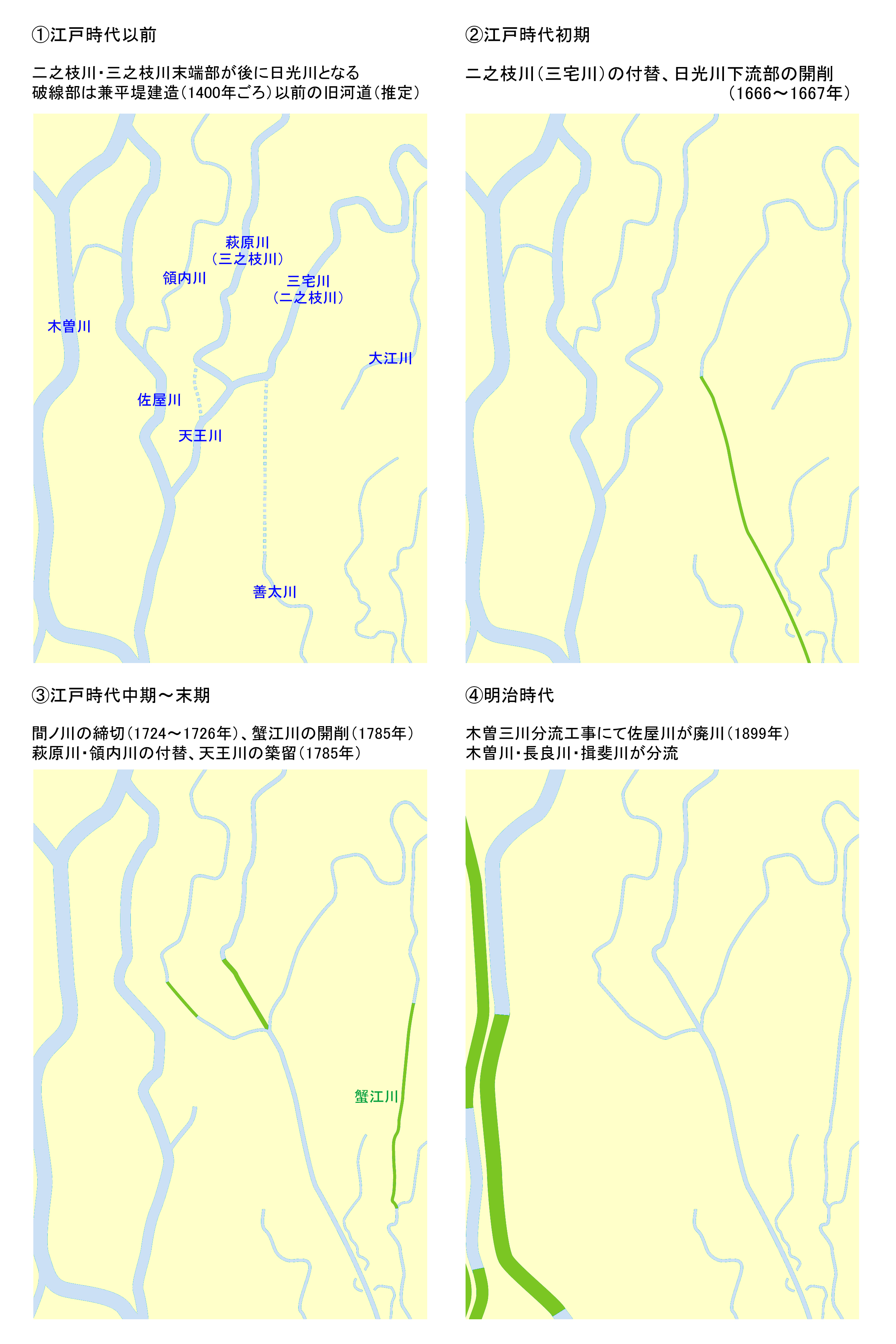
日光川および関連河川の改修工事の歴史

領内川（りょうないがわ）は、日光川水系の二級河川。愛知県一宮市・稲沢市・愛西市を流れる。日光川本川に合流する1次支川。

## 地理
愛知県一宮市上祖父江の北端付近を上流端として南に流れ、愛西市西川端町付近で東に流れを変えて、愛西市小津町付近で日光川に合流する。
かつては現在の一宮市萩原町のやや南で萩原川（現在の日光川）から分岐し、愛西市鷹場町付近から西に流れて佐屋川に合流していた。江戸時代に御囲堤建造の影響などで佐屋川や支流の天王川の河床が上昇して周辺の河川で排水不良が生じるようになると、萩原川および三宅川が伊勢湾に注ぐように現在の日光川下流の新河道が開削され、1785年（天明5年）に領内川も萩原川の旧河道を通って新日光川に合流するように付け替えが行われた。佐屋川に合流していた旧河道は、鷹場川（鷹場池）として一部が現存する。
近年は日光川流域の急激な市街地化によって、昭和中期から平成にかけて大規模な浸水被害が発生した。流域の排水改善のために4つの日光川放水路が計画され、領内川上流部の広口池の洪水を木曽川に放水する「日光川祖父江放水路」は2008年（平成20年）4月、日光川本川の洪水を広口池に放水する「日光川玉野放水路」は2010年（平成22年）6月に完成して供用されている。広口池には放水のための施設のほかに、広口池から日光川方面への洪水や土砂の流入を防ぐ「広口池東水門」、領内川下流側からの洪水の流入を防ぐ「広口池南水門」が設置されている。